# 陳伯固
陳伯固（ちん はくこ、555年 - 582年）は、南朝陳の皇族。文帝陳蒨の五男。字は牢之。

## 経歴
陳蒨と潘容華のあいだの子として生まれた。天嘉6年（565年）、新安郡王に封じられた。天康元年（566年）、廃帝が即位すると、使持節・都督南琅邪彭城東海三郡諸軍事・雲麾将軍・彭城琅邪二郡太守となった。
光大元年（567年）、入朝して丹陽尹となった。太建元年（569年）、丹陽尹のまま智武将軍に進んだ。任期を終えると、翊右将軍に進んだ。まもなく使持節・都督呉興諸軍事・平東将軍・呉興郡太守に任じられた。太建4年（572年）、入朝して侍中・翊前将軍となった。太建6年（574年）、安前将軍・中領軍に転じた。太建7年（575年）、使持節・散騎常侍・都督南徐南豫南北兗四州諸軍事・鎮北将軍・南徐州刺史として出向した。飲酒と狩猟を好み、州にあっても政事を顧みず、宣帝に譴責されることが多かった。太建10年（578年）、入朝して侍中・鎮右将軍の位を受け、まもなく護軍将軍となった。この年のうちに国子祭酒となり、左驍騎将軍を兼ねた。太建12年（580年）、宗正卿を兼ねた。太建13年（581年）、使持節・都督揚南徐東揚南豫四州諸軍事・揚州刺史となった。
太建14年（582年）1月、陳叔陵とともに反乱を起こして敗死し、遺体は東昌館門にさらされた。

## 伝記資料
- 『陳書』巻36 列伝第30
- 『南史』巻65 列伝第55